# ダンゴウオ科
ダンゴウオ科（学名：Cyclopteridae）は、カサゴ目カジカ亜目に所属する魚類の分類群の一つ。北半球の冷たい海に分布し、ダンゴウオ・ホテイウオなど6属27種が所属する。
丸みを帯びた独特の体型と、体表を覆う無数の突起、および吸盤状に変形した腹鰭が特徴のグループである。科名の由来は、ギリシア語の「kyklos（円形）」と「pteryx（鰭）」から。

## 分布・生態
ダンゴウオ科の魚類はすべて海水魚で、北極海を含めた北半球の寒冷な海に分布する。ほとんどの仲間は北太平洋を主な生息域とし、北大西洋に分布するものはランプサッカー Cyclopterus lumpus などごく少数に限られる。
一般に底生性で、吸盤状の腹鰭を使って岩に張り付いた姿が観察される。浅い沿岸の岩礁に住むものから、深海に差しかかる大陸棚や大陸斜面上部で生活する種類まで、分布水深はさまざまである。例外的に、ホテイウオ Aptocyclus ventricosus のように成魚が深海の中層で浮遊生活を送る種類もいる。
食性は肉食性で、主に多毛類・甲殻類・軟体動物を捕食する。一部の種類は、水や空気を吸い込むことでフグのように体を大きく膨らませることができる。産卵は通常沿岸の浅海で行われ、前述のホテイウオなどは、繁殖期に沖合から長距離の回遊を行うことが知られる。雄が卵を保護する習性をもつ。

## 形態

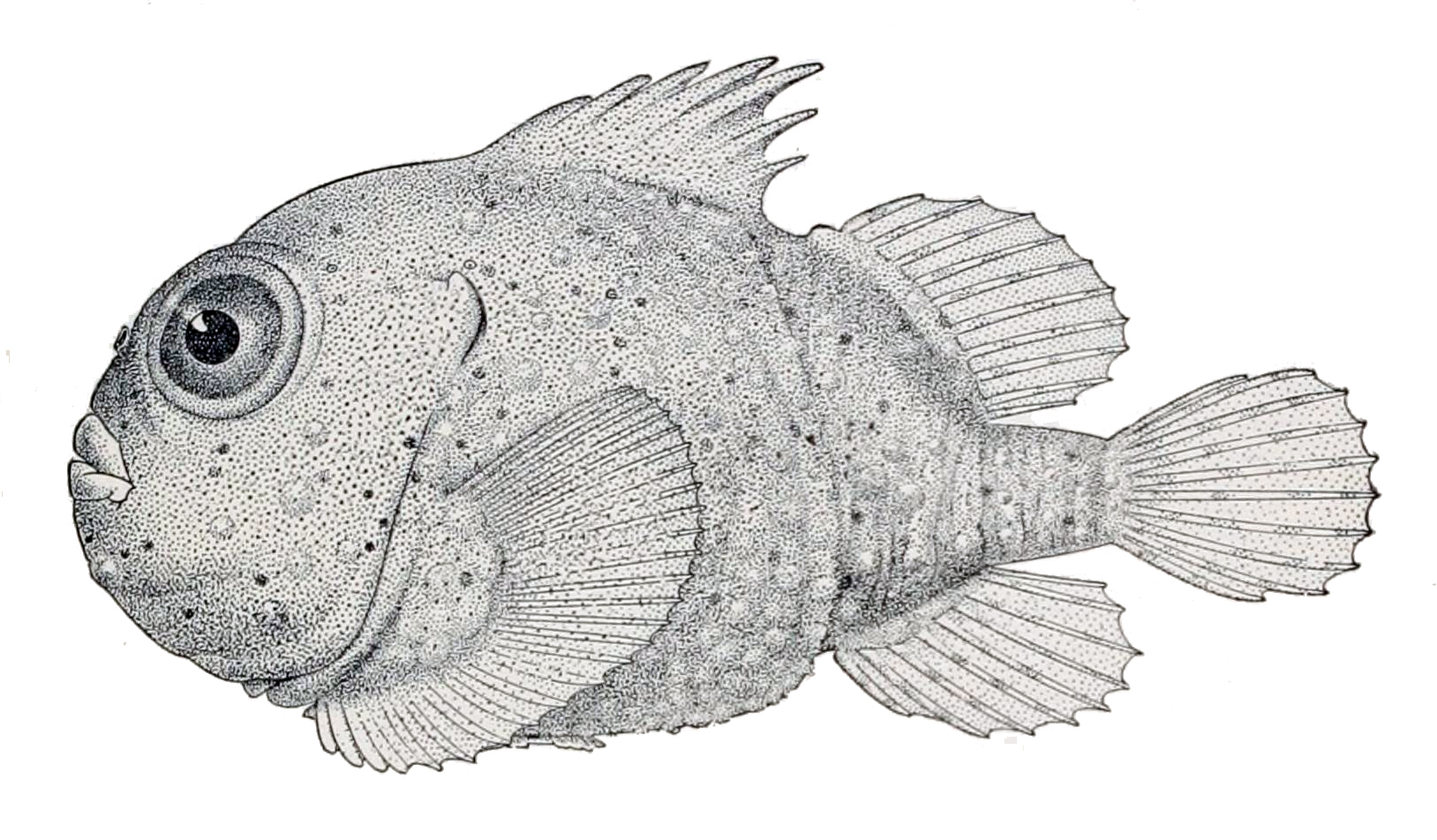
イボダンゴ属の1種（Eumicrotremus phrynoides）。風船のような丸い体と、体表を覆ういぼ状の突起が本科魚類の特徴である

ダンゴウオ科の魚類は、丸みを帯びた球状の体をもつことが大きな特徴である。体表は多くの突起に覆われ、その数や形態、および配列は同定のための重要な形質となっている。
体長10cm程度の小型種が多いが、最大では全長60cmにまで成長する。浮き袋をもたない。
吸盤のように変化した腹鰭は、同じダンゴウオ上科に属するクサウオ科と共通する特徴である。両グループともに鰓の開口部は小さく、体側の側線を欠く。
背鰭は2つあり、第1背鰭は4-8本の棘条、第2背鰭は8-13本の軟条からなる。クサウオ科とは異なり、背鰭・臀鰭は尾鰭と連続しない。
背鰭の基底はいずれも短く、第1背鰭は皮下に埋もれることがある。臀鰭は短く棘条を欠き、7-13軟条で構成され、第2背鰭と対在する。鰓条骨は6本で、椎骨は23-29個。

## ランプフィッシュキャビア
ランプフィッシュキャビアとはランプフィッシュの魚卵。フランスやドイツでは魚卵の総称でキャビアという言葉を使用する場合がある。日本では、キャビアと言うと、チョウザメの卵を指す場合が多く、誤解されやすいが、ランプフィッシュキャビアは、上記にも述べたとおり、ランプフィッシュの魚卵の意味である。ランプフィッシュの卵の本来の色は薄いピンク色だが、現地では古くから様々な色に着色されて食用に供されていた。比較的安価で美味。

## 分類
ダンゴウオ科にはNelson（2016）の体系において6属27種が認められている。かつては本科と近縁のクサウオ科と1つの科としてまとめられていたほか、ホテイウオ亜科（Aptocyclinae；ホテイウオのみを含む）とダンゴウオ亜科（Cyclopterinae）の2亜科を設置することもあった。2015年、北海道大と兵庫県立大の研究チームによりコンペイトウ・コブフウセンウオ・ナメフウセンウオの三種は同一種であることが確認された。
- イボダンゴ属 Eumicrotremus

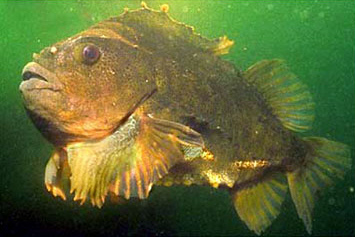
ランプサッカー（Cycloterus lumpus）。ヨコヅナダンゴウオとも呼ばれる、本科中の最大種。卵はランプフィッシュキャビアと呼ばれ、塩漬けとして利用されている。近年、資源量の減少が著しい

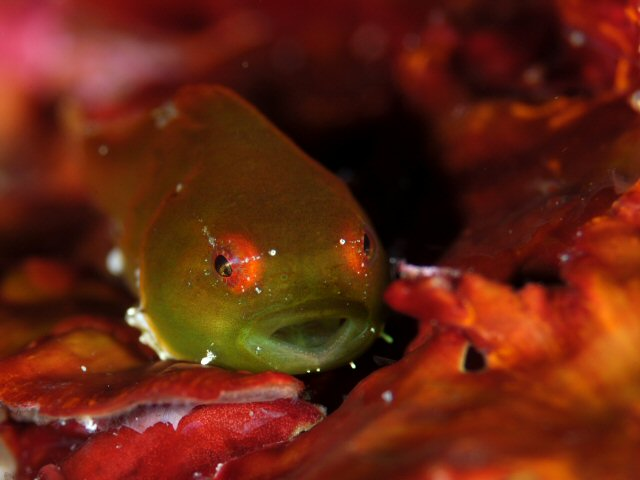
ダンゴウオ Lethotremus awae （ダンゴウオ属）。北日本の沿岸で普通にみられる、体長4cm程度の小型種。体色には変化が多い

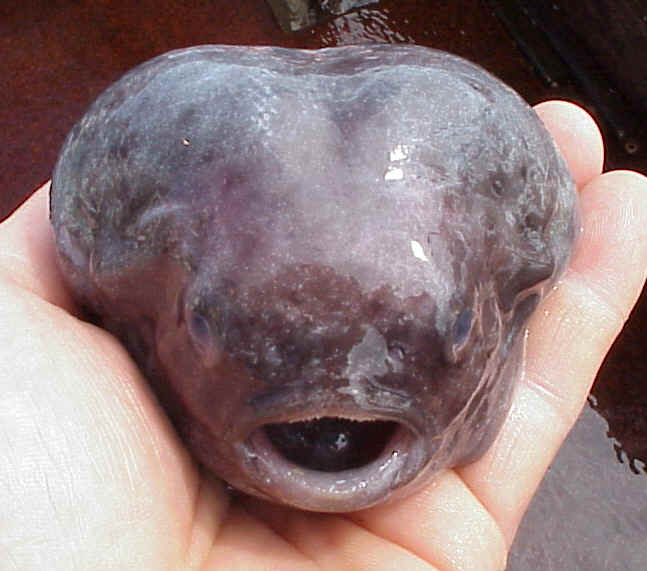
ホテイウオ Aptocyclus ventricosus （ホテイウオ属）。空気を吸い込み、体を膨らませた状態。北海道では「ゴッコ」とも呼ばれ、郷土料理ゴッコ汁の材料として珍重される

  - イボダンゴ Eumicrotremus orbis
  - コンペイトウ Eumicrotremus asperrimus
  - ナメダンゴ Eumicrotremus taranetzi
  - ヒゲダンゴ Eumicrotremus barbatus
  - ヒラダンゴ Eumicrotremus schmidti
  - フウセンウオ Eumicrotremus pacificus
  - Eumicrotremus andriaschevi
  - Eumicrotremus derjugini
  - Eumicrotremus eggvinii
  - Eumicrotremus fedorovi
  - Eumicrotremus gyrinops
  - Eumicrotremus phrynoides
  - Eumicrotremus soldatovi
  - Eumicrotremus spinosus
  - Eumicrotremus tartaricus
  - Eumicrotremus terraenovae
- オキフウセンウオ属 Cyclopteropsis
  - コブフウセンウオ Cyclopteropsis bergi
  - ナメフウセンウオ Cyclopteropsis lindbergi
  - Cyclopteropsis brashnikowi
  - Cyclopteropsis inarmatus
  - Cyclopteropsis jordani
  - Cyclopteropsis mcalpini
  - Cyclopteropsis popovi
- ダンゴウオ属 Lethotremus
  - ダンゴウオ Lethotremus awae
  - Lethotremus muticus
- ホテイウオ属 Aptocyclus
  - ホテイウオ Aptocyclus ventricosus[9]
- Cyclopsis 属
  - Cyclopsis tentacularis
- Cyclopterus 属
  - Cyclopterus lumpus ヨコヅナダンゴウオ（ランプフィッシュ、ランプサッカー）